# Carpopenaeus
Carpopenaeus è un genere estinto di crostacei appartenente al sottordine dei dendrobranchiata. Questo gamberetto si ritrova principalmente nelle rocce di periodi compresi tra il giurassico superiore e il cretaceo.

## Specie
Il genere Carpopenaeus si suddivide in quattro specie:
- Carpopenaeus callirostris;
- Carpopenaeus longirostris;
- Carpopenaeus peterbuergeri;
- Carpopenaeus septemspinatus;

## Ritrovamenti
Molto noti sono i Carpopenaeus callirostris, in ottimo stato di conservazione, provenienti da Hajula (cenomaniano, cretaceo superiore) e dalla formazione di Hakel, in Libano.